# Pokrajina št. 2 (film)
Pokrajina št. 2 je slovenski filmski triler iz leta 2008 v režiji Vinka Möderndorferja po lastnem istoimenskem romanu. Film je bil izbran za slovenski predlog za najboljši tujejezični film na 82. izboru oskarjev, vendar ni prišel v ožji izbor. Prikazan je bil na 65. Beneškem filmskem festivalu in bil izbran za najboljši film na 11. Festivalu slovenskega filma.